# Avril 2005 en France

## Samedi2 avril 2005
- Politique : Nicolas Sarkozy défie Jacques Chirac et irrite les proches du chef de l'État.
- Éducation : Nouvelles manifestations de la jeunesse pour protester contre le projet de loi Fillon (environ 50 000 manifestants).

## Lundi4 avril 2005
- Début de la grève illimitée des urgentistes pour protester contre l'absence de moyens et d'effectifs.
- Début de la grève à Radio France.

## Mercredi6 avril 2005
- Inauguration à Disneyland Paris de l'attraction Space Mountain 2.

- Musée du Louvre : après quatre ans d'exil salle Rosa, La Joconde, chef-d'œuvre de Léonard de Vinci, et tableau le plus célèbre du monde, retrouve la salle des États du Musée du Louvre, totalement restaurée.

## Jeudi7 avril 2005
- Lille, Paris, Belfort, Béziers : Affrontement entre les manifestations lycéennes contre la loi Fillon et les CRS lors d'un journée morte avec entre 100 et 370 établissements bloqués, de nombreuses organisations condamnent la violence des CRS, des images de lycéens molestés par des CRS sont diffusées dans les journaux télévisés. Violence des forces de l'ordre, CRS au premier chef, qui n'hésitent pas à charger pour faire cesser les occupations et blocages : nombreux blessés.

## Vendredi8 avril 2005
- Éducation : Poursuite du mouvement de blocage des lycées et nouveaux incidents avec les forces de l'ordre. Le ministre Fillon maintient sa position et justifie même les violences policières.

## Samedi9 avril 2005
- motocyclisme : entre 15 000 et 20 000 motards manifestent dans plusieurs villes de France pour protester contre l'allumage des feux de croisement en plein jour.

## Dimanche10 avril 2005
- cyclisme : le Belge Tom Boonen remporte le Paris-Roubaix.

- Festival du film policier : en attribuant le grand prix à la comédie noire de l'Espagnol Álex de la Iglesia Le Crime farpait, le jury du 23e festival du film policier de Cognac récompense la seule comédie de cette édition, qui a largement exploré les différents aspects du crime organisé, des triades chinoises à la pègre européenne.

## Lundi11 avril 2005
- Paris : les forces de l'ordre font évacuer manu militari les élèves qui occupaient les locaux et le toit du lycée Montaigne, un des plus prestigieux lycées parisiens. Les lycéens protestent depuis quelques mois contre la loi Fillon sur l'École.

- Justice : la commission de révision des condamnations pénales de la Cour de cassation accède à la demande de révision de la condamnation pour meurtre de Guillaume Seznec de 1924.

- justice : dans le cadre de la lutte contre la criminalité, le garde des Sceaux, Dominique Perben, annonce l'examen, avant la fin de l'année 2005, d'un projet de loi qui permettrait, s'il était adopté par le Parlement puis validé par le Conseil constitutionnel (qui pourrait être saisi d'un recours émanant de parlementaires), de confisquer et de vendre sans jugement les biens des personnes présumées « grand criminels », tout en envisageant la possibilité de remboursements en cas de relaxes ou acquittements de suspects.

## Mardi12 avril 2005
- Le Sébat adopte dans la nuit du 11 au 12 la proposition de loi Leonetti sur la fin de vie. L'euthanasie reste interdite, mais la loi instaure un droit au "laisser mourir".

- Justice : la Cour d'appel de Paris a débouté Johnny Hallyday en lui refusant la restitution par Universal Music des bandes originales de ses chansons, infirmant le jugement rendu en première instance par le conseil de prud'hommes en août 2004.

- Mouvement lycéen : l'inspection académique à Bobigny était occupée par des lycéens du mouvement contre la loi Fillon après qu'ils y furent entrés en force.

## Jeudi14 avril 2005
- Constitution européenne : le président de la République Jacques Chirac participe à une émission de TF1 sur le référendum sur la constitution européenne instaurée par le traité de Rome de 2004. Voir l'article complet : Référendum : en direct avec le président

- La Caisse d'Épargne lance des comptes rémunérés. C'est la première banque française à proposer ce service.

## Vendredi15 avril 2005
- Paris : l'incendie de l'hôtel Paris-Opéra dans le 9e arrondissement de Paris, dans la nuit de jeudi à  vendredi, fait 24 morts, dont onze enfants. Il s'agit de l'incendie le plus meurtrier à Paris depuis la Libération.

- 100e jour de captivité pour Florence Aubenas et Hussein Hanoun al-Saadi, otages en Irak.

## Samedi16 avril 2005
- Le 20e anniversaire de la salle de spectacle du Zénith de Paris est fêté avec 16 mois de retard (premier concert : 17 janvier 1984).

## Dimanche17 avril 2005
- Météorologie : les fortes chutes de neige causent des coupures d'électricité et des fermetures de routes et d'autoroutes dans les régions Franche-Comté et Rhône-Alpes. Dans le nord de l'Auvergne et dans le sud de la Bourgogne, les niveaux de la Loire et de son affluent l'Allier sont surveillés à la suite des fortes pluies.

## Lundi18 avril 2005
- Police : la Commission nationale de déontologie de la sécurité (CNDS) publie son rapport annuel qui met l'accent sur l'augmentation des dérapages policiers.

## Mardi19 avril 2005
- Ouverture de 29e Printemps de Bourges (jusqu'au 24 avril).

- Le comité de sélection annonce la liste des films qui seront en compétition lors du prochain Festival de Cannes.

## Mercredi 20
- Mouvement lycéen : Une nouvelle action du mouvement lycéen contre la loi Fillon fit pénétrer environ 200 lycéens dans une annexe du ministère de l'éducation à Paris. Ils occupèrent le toit jusqu'à ce que les forces de l'ordre interviennent.

## Jeudi21 avril 2005
- On apprend que l'ex-PDG de Carrefour, Daniel Bernard, devrait avoir droit à une indemnité de départ de 39 millions d'Euros.

## Vendredi22 avril 2005
- Social : selon un sondage CSA-Le Parisien, 75 % des salariés et 66 % des Français sont hostiles au Lundi de Pentecôte travaillé.

- Justice : la Cour d'appel de Paris fait interdiction – ce sont les termes utilisés – d'utiliser sur un DVD un système empêchant la copie. Cette pratique est incompatible avec l'exercice de la copie privée. Ce jugement contredit celui rendu en première instance, fin avril 2004, et constitue un sérieux revers pour les producteurs en cause, Alain Sarde et Studio Canal.

- Législation : vote de la loi Léonetti du 22 avril 2005 relative aux droits des patients en fin de vie.

## Samedi23 avril 2005
- Centenaire du Parti socialiste français. Lionel Jospin profite de l'occasion pour prononcer un discours en faveur du oui à la constitution européenne + 1er vidéo Youtube Vidéo[1]

## Lundi25 avril 2005
- Arts : la photo Le Baiser de l'hôtel de ville de 1950 prise par Robert Doisneau et ayant appartenu a son héroïne Françoise Bornet a été adjugée aux enchères dans la soirée au prix de 155 000 €.

## Mardi26 avril 2005
- Sortie du livre de Pierre Martinet : DGSE, service action - un agent sort de l'ombre". Début de l'affaire Gaccio. Ce dernier aurait été mis sous surveillance étroite par les services de sécurité de Canal+.

## Mercredi27 avril 2005
- aéronautique : premier décollage pour un vol d'essai de l'Airbus A380, depuis l'aéroport de Toulouse-Blagnac.

## Vendredi29 avril 2005
- Arcachon : la pêche, le ramassage et la vente des huîtres et coquillages du bassin d'Arcachon momentanément interdits, en raison de la présence de micro-algues toxiques.

## Samedi30 avril 2005
- Ciboure : durant la nuit, des inconnus lancent un cocktail Molotov devant le domicile de la ministre française de la Défense, Michèle Alliot-Marie.